# Isperih
Isperih (in bulgaro Исперих?) è un comune bulgaro situato nella Regione di Razgrad di 8 539 abitanti (dati 2009). La sede comunale è nella località omonima

## Località
Il comune è formato dall'insieme delle seguenti località:
- Isperih (sede comunale)
- Bărdokva
- Belinci
- Delčevo
- Dragomăž
- Duhovec
- Goljam Porovec
- Jakim Gruevo
- Jonkovo
- Kăpinovci
- Kitančevo
- Konevo
- Lăvino
- Ludogorci
- Malăk Porovets
- Pečenica
- Podajva
- Rajnino
- Sredoselci
- Staro selište
- Sveštari
- Todorovo
- Vazovo